# Kirya (Mwanga)
Kirya ist ein Verwaltungsbezirk (Ward) des Distrikts Mwanga in der tansanischen Region Kilimandscharo.

## Geografie
Kirya liegt im Nordosten von Tansania. Im Nordwesten hat der Bezirk Anteil am Nyumba ya Mungu Reservoir, die weitere Grenze im Westen bildet der Fluss Pangani. Der größte Nebenfluss ist der Lembeni, der am Fuß des Pare-Gebirges entspringt. Der Bezirk grenzt im Norden an Lang'ata, im Osten an Lembeni und Mgagao, im Süden an Ruvu des Distrikts Same und im Westen an Ngorika der Region Manyara.
Bei der Volkszählung 2022 lebten 5808 Menschen in 1505 Haushalten auf einer Fläche von 240 Quadratkilometern.

## Gliederung
Der Bezirk besteht aus drei Gemeinden (Mtaa) mit sieben Orten (Kitongoji):
| Kirya - Kirya - Emangulai A - Emangulai B | Kiti Cha Mungu - Kiti Cha Mungu - Shauri Moyo | Njia Panda - Njia Panda - National |

## Wirtschaft und Infrastruktur
- Landwirtschaft: Der Bezirk ist sehr trocken. Die ältesten Bewohner sind Massai-Viehzüchter, die große Flächen von 1–2 Hektar beweiden. Da die Landzuteilung sesshafte Bauern bevorzugt, werden die Gebiete der Hirten verkleinert und neu zugezogene Bauern behindern den Zugang zu Wasserstellen entlang des Flusses und zu Uferweiden für das Vieh. Speziell werden Frauen bei diesem Prozess benachteiligt, da sie weniger lesen und schreiben können und traditionell oft auch von der Zustimmung männlicher Verwandter abhängig sind.[8]
- Bildung: Die Kirya Secondary School ist eine öffentliche weiterführende Schule für Mädchen und Burschen mit einer Ausbildung bis zur 4. Stufe. Im Jahr 2023 besuchten rund 100 Studenten die Schule.[9]
- Gesundheit: Im Bezirk liegen ein 2022 eröffnetes öffentliches Gesundheitszentrum[10][11] und drei staatliche Apotheken, je eine in Kirya,[12] Kiti cha Mungu[13] und Njia Panda.[14]